# 폭풍 알렉스
폭풍 알렉스 (Storm Alex)는 지중해 지역 국가에 큰 피해를 입히고 프랑스 남부지역에 120년만에 가장 큰 홍수를 몰고온 온대저기압이다.

## 피해
프랑스 일부지역에서 4개월치 강우량에 맞먹는 450mm의 비가 내렸으며 도로와 교량이 유실되며 생 마르탱 베주비, 호끄빌리예흐등 남부의 많은 마을들이 단절되었다.